# Robert Badham
Robert Edward Badham, född 9 juni 1929 i Los Angeles i Kalifornien, död 21 oktober 2005 i Newport Beach i Kalifornien, var en amerikansk politiker (republikan). Han var ledamot av USA:s representanthus 1977–1989.
Badham efterträdde 1977 Andrew J. Hinshaw som kongressledamot och efterträddes 1989 av Christopher Cox.
Badham är begravd på Riverside National Cemetery i Riverside.